# Bergslagsrocken
Bergslagsrocken var en endagars musikfestival i Fagersta som arrangerades 1989-1996. Festivalen hade en relativt bred musikalisk inriktning med death metal, doom metal, grindcore, rock, hardcore, punk, poppunk, pop och annan metal. Festivalen arrangerades av föreningen "Tid är Musik". Många internationellt kända band spelade där innan sina genombrott och strax efter, som Green Day och Radiohead.

## Medverkande

### 1989
- Candlemass
- Stillborn
- Kreator
- G-ANX
- Pushtwangers
- Water Melon Men
- Kazjurol
- Happy Farm

### 1990
- Morbid Angel
- 999
- William
- Pestilence
- President Gas
- Mezzrow
- Union Carbide Productions
- Sator
- Anti Cimex

### 1991
- Gwar
- Exploited
- Carcass
- Massacra
- Cro-Mags
- Biohazard
- Benediction

### 1992
- New Model Army
- Psychotic Youth
- Napalm Death
- L7
- Levellers
- Sator
- Paradise Lost
- Obituary

### 1993
- Radiohead
- Biohazard
- Entombed
- Ride
- Toy Dolls
- KSMB
- Popsicle
- The Wannadies
- Waltari
- Fear Factory

### 1994
- Green Day
- NOFX
- Lagwagon
- Sick of It All
- Refused
- Snapcase
- Teddybears
- DLK
- No Fun at All
- Millencolin
- Senser
- Dischange
- Radioaktiva räker
- Sober
- Mindjive
- Charta 77

### 1995
- Bracket
- Candysuck
- Dog Eat Dog
- Downset
- Earth Crisis
- Fireside
- Abhinanda
- Satanic Surfers
- Snapcase
- Chickenpox
- Breach
- Millencolin
- 59 Times The Pain
- Refused (ersatte Propagandhi)
- Randy

### 1996
- Rancid
- CIV
- Ignite
- Madball
- Refused
- Liberator
- Monster
- No Fun at All
- Puffball
- Nine
- Shield
- Starmarket
- Texas Is the Reason